# Rokytnice v Orlických horách
Rokytnice v Orlických horách (in tedesco Rokitnitz i. Adlergebirge) è una città della Repubblica Ceca facente parte del distretto di Rychnov nad Kněžnou, nella regione di Hradec Králové.